# Безупречный (миноносец)
«Безупречный» — эскадренный миноносец типа «Буйный», погибший в Цусимском сражении.

## Строительство
В 1901 году зачислен в списки судов Балтийского флота и заложен на судоверфи Невского судостроительного и механического завода в Санкт-Петербурге, спущен на воду 1 июня 1902 года, вступил в строй 30 октября 1902 года. После вступления в строй отправился на Дальний Восток с отрядом А. А. Вирениуса, однако с началом Русско-японской войны вернулся в Россию.

## Служба
«Безупречный» вошёл в состав Второй Тихоокеанской эскадры, и 29 августа 1904 года покинул Кронштадт под командованием капитана 2-го ранга И. А. Матусевича.
Во время Цусимского сражения 14 мая 1905 года «Безупречный» держался на левом, нестреляющем борту русских броненосцев, находясь в распоряжении О. А. Энквиста. С «Безупречного» голосом передали приказ Рожественского принять командование эскадрой Небогатову. Утром следующего дня «Безупречный» был атакован японским крейсером «Читосэ» и миноносцем «Ариаке». После часового боя русский корабль был потоплен. С него не спаслось ни одного человека, и о его последних минутах ничего неизвестно. Вместе с миноносцем погибло 5 офицеров, два кондуктора и 66 нижних чинов.
Список членов экипажа:
- капитан 2-го ранга Матусевич Иосиф Александрович (командир)
- лейтенант Быков Александр Александрович (минный офицер)
- мичман Горонович Филипп Владимирович (вахтенный начальник)
- мичман Тиле Георгий Владимирович (вахтенный начальник)
- поручик корпуса инженеров-механиков Носуленко Алексей Александрович (судовой механик)
- Поляков Николай (машинный кондуктор)
- Антонов Виктор Иоаннович (минный кондуктор)
- фельдшер 1-й статьи Александров Василий (врач)
- Александров Степан {машинный квартирмейстер 1-й статьи)
- Арбузов Владимир Дмитриевич (кочегар 1-й статьи)
- Барановский Тимофей Адамович (минный машинист)
- Болондин Алексей Николаевич (минный машинист)
- Бондаренко Иван Маркович (кочегар 2-й статьи)
- Булдаков Федор Лукич (минный содержатель 2-й статьи)
- Бухалов Андрей Андреевич (сигнальщик)
- Беляевский (?) Андрей Васильевич (машинист 2-й статьи)
- Виноградов Александр (матрос-телеграфист)
- Выдрин Николай Артиллерийский (квартирмейстер)
- Гацелюн (?) Антон Григорьевич (кочегар 1-й статьи)
- Глазунов Федор Матвеевич (кочегар 2-й статьи)
- Говядин Михайл Михайлович (кочегар 2-й статьи)
- Головач Леонтий Тарасович (хозяин трюмных отсеков)
- Гуськов Кирьян Игнатович (машинный квартирмейстер 1-й статьи)
- Дадыка Владимир Михайлович (машинный квартирмейстер 2-й статьи)
- Дорков Павел Васильевич (кочегар 1- й статьи)
- Дубасов Григорий Карпович (?) (кочегар 1-й статьи)
- Евдокимов Григорий Викторович (старший комендор)
- Елесин Иван Владимирович (строевой квартирмейстер)
- Емелев Григорий Романович (машинист 1-й статьи)
- Еремин Иван Дмитриевич (минёр)
- Жариков Емельян Тимофеевич (комендор)
- Зуй Иван Андреевич (минёр 1-й статьи)
- Игнатов Яков Андреевич (помощник хозяина трюмных отсеков)
- Копчик Михайл Моисеевич (?) (кочегар 1-й статьи)
- Козилев Павел Федорович (комендор)
- Коровин Алексей Матвеевич (кок)
- Коротков Николай Иванович (рулевой)
- Косенко Ефим Никитич (кочегарный квартирмейстер 2-й статьи)
- Кулаков Архип Васильевич (матрос 1-й статьи)
- Куртов Игнат Александрович (кочегарный квартимейстер 2-й статьи)
- Лизунов Дмитрий Егорович (комендор)
- Лыснюк Иван Кузьмич (машинист 1-й статьи)
- Макаров Дмитрий Андреевич (кочегарный квартирмейстер 1-й статьи)
- Озул Иоанн Реинович (кочегар 2-й статьи)
- Осетрин Ефим Дмитриевич (комендор)
- Павлов Алексей Гаврилович (минный машинист)
- Палкин Иван Афанасьевич (комендор)
- Пасюк (?) Антон Михайлович (кочегар 1-й статьи)
- Педоренко Павел Дмитриевич (кочегар 2-й статьи)
- Попов Федор Алексеевич (баталер 2-й статьи)
- Пронин Прокопий Корнеевич (машинный квартирмейстер 1-й статьи)
- Радин Иван Назарович (матрос 1-й статьи)
- Ремешков Яков Михайлович (машинист 1-й статьи)
- Родионов Никифор Онисимович (кочегар 2-й статьи)
- Романов Константин Алексеевич (машинный квартирмейстер 2-й статьи)
- Рыбин-Колдядин Тихон Иванович (боцманмат)
- Садовский Яков Степанович (матрос 2-й статьи)
- Самарцев Василий Васильевич (кочегар 1-й статьи)
- Скубентов Поликарп Иванович (машинист 1-й статьи)
- Соколов Василий Михайлович (матрос 1-й статьи)
- Степанов Дмитрий Иванович (писарь 2-й статьи)
- Сычев Тимофей Ларионович (кочегар 1-й статьи)
- Унжаков Александр Кириллович (машинист 1-й статьи)
- Хаецкий Василий Феодорович (матрос 1-й статьи)
- Цылищев Петр Егорович (машинист 1-й статьи)
- Шуин Василий Андреевич (рулевой)
- Юдин Михайл Поликарпович (минёр)
- Юсупов Михаил (матрос 1-й статьи)